# Lambangsari (Bojonegara)
Lambangsari is een bestuurslaag in het regentschap Serang van de provincie Banten, Indonesië. Lambangsari telt 4172 inwoners (volkstelling 2010).